# Eliezer Ben-Yehuda
Eliezer Ben-Yehuda rođen kao Eliezer Yitzhak Perelman (hebrejski: אֱלִיעֶזֶר בֶּן - יְהוּדָה) (Luzki, 7. siječnja 1858. - Jeruzalem, 16. prosinca 1922.) - židovski jezikoslovac. Smatra se utemeljiteljem modernoga hebrejskoga jezika.
Rođen je na prostoru današnje Bjelorusije (u njegovo vrijeme Litve). Naučio je hebrejski jezik na židovskome vjeronauku. Studirao je na pariškoj Sorboni. Godine 1881., emigrirao je u Palestinu, koja je tada još bila pod vlašću Otomanskoga Carstva.
Želio je obnoviti hebrejski jezik, umjesto kojega se u Palestini govorio jidiš. Tražio je izvorne govornike hebrejskoga jezika. Sa ženom Devorom, učio je svoga sina moderni hebrejski jezik, te je on bio prvi govornik, kojemu je moderni hebrejski bio materinski jezik. Prva žena umrla je od tuberkuloze pa se kasnije oženio njenom sestrom Hemdom, što je bila ženina želja.
Suočio se s izazovom, da za mnoge moderne pojmove ne postoje hebrejske riječi, npr. za struju i zrakoplove. Ben-Yehuda je stoga smišljao nove riječi neologizme i napisao rječnik hebrejskog jezika.
Dana 29. studenog 1922., Velika Britanija je uspostavila protektorat na Palestinom,  a zahvaljujući naporima Ben-Yehude i njegovih suradnika, za službeni jezik izabran je hebrejski jezik i tako je zaživio i u službenoj upotrebi.
Nekoliko tjedana kasnije preminuo je Eliezer Ben-Yehuda u dobi od 64 godine od posljedica tuberkuloze.